# Epidesma hypoleuca
Epidesma hypoleuca là một loài bướm đêm thuộc phân họ Arctiinae, họ Erebidae.